# Croce e medaglia Benemeriti per l'anno santo 1950
La Croce e medaglia Benemeriti per l'anno santo 1950" venne istituita da papa Pio XII per premiare quanti avessero preso parte agli eventi dell'Anno Santo del 1950. 
La decorazione venne istituita in una croce di quattro classi di benemerenza e due medaglie che vennero distribuite a civili e militari impegnati nelle operazioni della celebrazione.

## Insegne
La croce era composta di una croce greca (55,11 x 74,00 mm; gr 29,85) rivestita sui bracci di smalto bianco e con la medaglia interna traforata posta su ghirlanda a fascia con rami di alloro a smalti verdi e sostenuta da triregno sulle chiavi decussate. Al centro si trova il monogramma di Cristo attorniato dalla legenda "ANNO JVBILAEI MCML". Sul rovescio la legenda è "BENEMERENTI". A seconda delle classi la decorazione aveva un aspetto diverso:
- Croce di I classe - in argento, smaltata integralmente
- Croce di II classe - in argento, bordo smaltato
- Croce di III classe - in bronzo, bordo smaltato
- Croce di IV classe - in bronzo senza smalti

La medaglia era composta da un tondo d'argento o bronzo (a seconda delle classi) riportante al diritto il busto di papa Pio XII rivolto verso destra ed attorniato dalla legenda "PIVS XII PONTIFEX MAXIMVS". Il rovescio riportava invece nel campo la Porta Santa croce attorniata dalla scritta "IVBILAEI MCML BENEMERENTI ROMA".
Il nastro era di colore verde.